# Idioma tai septentrional
Idioma tai septentrional (en thai septentrional: ᨣᩴᩤᨾᩮᩬᩥᨦ, กำเมือง [kam˧.mɯːəŋ˧]ⓘ) es una lengua tai hablada principalmente en la comunidad del norte de Tailandia, que fue Lanna, un reino Thai que habitó alrededor de la ciudad de Chiang Mai. Es el idioma del pueblo Yuan.
Es un idioma que está estrechamente relacionado con el tailandés y el lao. Sus hablantes son completamente bilingües con el tailandés. Tiene aproximadamente seis millones de hablantes, la gran mayoría de ellos viven en Tailandia del Norte y  unos pocos miles viven en el noroeste de Laos. Tradicionalmente se escribe utilizando la escritura Tai Tham (que se asemeja a la birmana), pero actualmente se escribe usando el alfabeto tailandés.
Este idioma se llama en tai septentrional Kam Meuang (que significa «el idioma de la ciudad») y sus hablantes se autodenominan «Khon Meuang» (que significa "la gente de la ciudad").

## Nombres
El idioma tai septentrional tiene varios nombres en tai septentrional, tailandés y otros idiomas tai. 
- En tai septentrional, se llama comúnmente «kam mueang» (ᨣᩤᩴᨾᩮᩬᩥᨦ, กำเมือง /kām.mɯ̄aŋ/, literalmente «el idioma de la ciudad»; cf. tailandés estándar: คำเมือง /kʰām.mɯ̄aŋ/), o «phasa lanna» (ᨽᩣᩇᩣᩃ᩶ᩣ᩠ᨶᨶᩣ, ภาษาล้านนา /pʰāː.sǎː.láːn.nāː/, literalmente «el idioma del Reino de Lanna»).
- En tailandés estándar, se conoce como «phasa thin phayap» (ภาษาถิ่นพายัพ /pʰāː.sǎː.tʰìn.pʰāː.jáp/, literalmente «el idioma del noroeste»), o «phasa thai thin nuea» (ภาษาไทยถิ่นเหนือ /pʰāː.sǎː.tʰāj.tʰìn.nɯ̌a/, literalmente «tailandés del norte, o coloquialmente se conoce como «phasa nuea» (ภาษาเหนือ /pʰāː.sǎː.nɯ̌a/, literalmente «el idioma del norte»).
- En lao, se conoce como «phasa nyuan» o «phasa nyon» (ພາສາຍວນ o ພາສາໂຍນ respectivamente, /pʰáː.sǎː.ɲúan/ o /pʰáː.sǎː.ɲóːn/ respectivamente, literalmente «el idioma del pueblo Yuan»).
- En lu, se conoce como «kam yon» (ᦅᧄᦍᦷᧃ kâm.jôn, literalmente «el idioma del pueblo Yuan»).
- En shan se conoce como «kwam yon» (ၵႂၢမ်းယူၼ်း kwáːm.jón, literalmente «el idioma del pueblo Yuan»).